# Comuna Sulîmî, Romnî
Sulîmî (în ucraineană Сулими) este o comună în raionul Romnî, regiunea Sumî, Ucraina, formată din satele Konovalî și Sulîmî (reședința).

## Demografie
Componența lingvistică a comunei Sulîmî
     Ucraineană (98,8%)
     Rusă (1,2%)
Conform recensământului din 2001, majoritatea populației comunei Sulîmî era vorbitoare de ucraineană (98,8%), existând în minoritate și vorbitori de rusă (1,2%).